# Kräft (Rügland)
Kräft (fränkisch: Gräft) ist ein Gemeindeteil der Gemeinde Rügland im Landkreis Ansbach (Mittelfranken, Bayern). Kräft liegt in der Gemarkung Unternbibert.

## Geografie
Beim Weiler entspringt der Feldgraben, ein rechter Zufluss des Mögelheubachs, der rechts in die Zenn fließt. Im Nordosten liegen die Flur Heiligenleiten und das Neuhofer Holz. 
Eine Gemeindeverbindungsstraße führt in beiden Richtungen zu einer anderen Gemeindeverbindungsstraße. Die 0,6 km nördlich von Kräft verlaufende Gemeindeverbindungsstraße führt nach Daubersbach (1,3 km südwestlich) bzw. zu einer anderen Gemeindeverbindungsstraße (0,4 km nordöstlich) zwischen Stöckach (0,6 km nördlich) und Oberfeldbrecht (1,4 km südöstlich). Die 0,7 km südöstlich verlaufende Gemeindeverbindungsstraße führt zur Staatsstraße 2245 (0,2 km südwestlich) bzw. nach Oberfeldbrecht zur Staatsstraße 2255 (1 km nordöstlich).

## Geschichte
Der Ort wurde 1297 als „Ascrefte“ erstmals urkundlich erwähnt. Davon ausgehend kann der Ortsname als Siedlung beim Eschengraben gedeutet werden. Es bleibt jedoch unklar, wie es zu der Änderung des Ortsnamens zu „Tagßkrefft“ (1536) bzw. „Tagskrafft“ (1684) kam. Seit 1732 gibt es nur noch die Kurzform „Cräfft“.
Gegen Ende des 18. Jahrhunderts gab es in Kräft fünf Anwesen und ein Gemeindehirtenhaus. Das Hochgericht und die Dorf- und Gemeindeherrschaft übte das Obervogteiamt Virnsberg aus. Grundherren waren das Obervogteiamt Virnsberg (3 Güter, 1 Leerhaus) und das brandenburg-ansbachische Vogtamt Jochsberg (1 Hof).
Im Rahmen des Gemeindeedikts wurde Kräft dem 1808 gebildeten Steuerdistrikt Buch und der 1811 gegründeten Ruralgemeinde Buch zugeordnet. Am 1. Oktober 1821 wurde Kräft mit Daubersbach und Fladengreuth nach Unternbibert umgemeindet. Am 1. Januar 1977 wurde die Gemeinde Unternbibert im Zuge der Gebietsreform in Bayern nach Rügland eingemeindet.

## Einwohnerentwicklung
| Jahr      | 001818 | 001840 | 001861 | 001871 | 001885 | 001900 | 001925 | 001950 | 001961 | 001970 | 001987 | 002014 |
| Einwohner | 37     | 32     | 31     | 30     | 32     | 32     | 31     | 23     | 26     | 24     | 27     | 24     |
| Häuser    | 7      | 6      |        |        | 6      | 6      | 5      | 5      | 5      |        | 5      |        |
| Quelle    | [ 12 ] | [ 13 ] | [ 14 ] | [ 15 ] | [ 16 ] | [ 17 ] | [ 18 ] | [ 19 ] | [ 20 ] | [ 21 ] | [ 22 ] | [ 1 ]  |

## Religion
Der Ort ist seit der Reformation evangelisch-lutherisch geprägt und bis heute nach St. Laurentius (Trautskirchen) gepfarrt. Die Einwohner römisch-katholischer Konfession sind nach St. Dionysius (Virnsberg) gepfarrt.